# محمد فوزي عيسى
محمد عبد الفتاح محمد فوزي علي عيسى وشهرته محمد فوزي عيسى (14 يناير 1945 - ) كان أحد مرشحي انتخابات الرئاسة المصرية 2012، رشحه حزب الجيل الديمقراطي. ولكنه أعلن انسحابه من السباق الانتخابي يوم 16 مايو وأيد عمرو موسى. ولكن بقى اسمه ضمن قائمة المرشحين التي يصوت عليها الناخبين وذلك لانسحابه بعد انتهاء المواعيد الرسمية للانسحابات.
نال على ليسانس حقوق من كلية الحقوق جامعة عين شمس سنة 1964 ودكتوراه من ذات الكلية سنة 1994، ودبلوم في العلوم الشرطية من أكاديمية الشرطة سنة 1994. بدأ عمله ضابطًا في قسم شرطة عابدين بالقاهرة، ثمّ عمل بمباحث قسم شرطة نجع حمادي، ثمّ مأمورا لقسم شرطة عتاقة، ثم رئيسًا لمركز ومدينة سمالوط في محافظة المنيا.

## وصلات خارجية
- مقابلة على قناة الجزيرة: مصر سباق الرئاسة - محمد فوزي على يوتيوب.